# Torroella de Montgrí

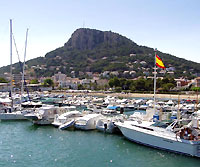
Estartit

Torroella de Montgrí es una villa y un municipio español de la comarca del Bajo Ampurdán en la provincia de Gerona, comunidad autónoma de Cataluña.

## Geografía
Limita con los municipios de La Escala (Alto Ampurdán), Bellcaire, Ullá, Fontanillas, Gualta y Pals. El municipio tiene una extensión de 65 km² y puede ser dividido en dos: un norte montañoso (el macizo del Montgrí), y la llanura del Bajo Ter, en el sur.
En su práctica totalidad, el macizo del Montgrí se encuentra protegido dentro el parque natural del Montgrí, las islas Medas y el Bajo Ter, que incluye también algunas zonas húmedas del municipio y la casi totalidad de su superficie costera y las islas Medas. Se trata de un macizo kárstico costero, con importantes acantilados en su vertiene marítima de casi 100 metros de altitud. A su vez, el sistema montañoso también puede ser dividido en dos. Una vertiente norte, formada por altiplanos bajos, que no superan los 150 metros de altitud, y una vertiente sur más rocosa cuyos picos se localizan entorno los 300 metros y dibujan la fachada más icónica del macizo, que la imaginaria local atribuye a la forma de un abad yacente, donde destaca el Montgrí con el Castillo del Montgrí en su cima. Las islas Medas, a pocos metros de la costa, se consideran una estribación martítima del macizo e incluye una de las reservas marítimas más importantes del Mediterráneo.
El sur del municipio está ocupado por el último tramo del río Ter, que desemboca en el municipio. Se trata de una zona de llanura dedicada básicamente al cultivo. En el litoral existen zonas de humedales y dunas costeras en recuperación donde cabe destacar la Pletera. 
El municipio de Torroella de Montgrí está formado por diferentes núcleos de población, cuyo más importante és el núcleo de Torroella, situado al oeste del municipio, al pie del Montgrí y al norte del río Ter. Estartit, el otro gran núcleo de población del municipio, se encuentra al pie del Rocamaura y frente las islas Medas, al este del municipio, comunicado con Torroella por la carretera local Gi-641. En torno a dicha carretera se encuentran diferentes urbanizaciones (Les Dunes, Torre Gran, Torre Vella y Urbanització Torre Moratxa). Al noroeste del municipio, aparecen dos pequeños núcleos de población: Sobrestany y la Bolleria, vinculadas con la parroquia de Bellcaire, aunque dentro del municipio de Torroella de Montgrí. Finalmente, en el extremo nordeste del municipio, más próximo al núcleo urbano de La Escala, se encuentra la urbanización Cala Montgó. En el extremo sureste del municipio, se encuentra la urbanización Mas Pinell, cercano a la desembocadura del Ter o La Gola.
| Entidad de población          | Habitantes |
| ----------------------------- | ---------- |
| Torroella de Montgrí          | 6755       |
| Estartit                      | 3206       |
| Sobrestany y la Bolleria      | 114        |
| Urb. Cala Montgó              | 12         |
| Urb. Torre Gran y Torre Vella | 465        |
| Urb. Torre Moratxa            | 40         |
| Urb. Les Dunes                | 164        |
| Urb. els Griells y La Pletera | 229        |
| Urb. Mas Pinell-La Gola       | 47         |

Actualmente, l'Estartit es una población que está constituida como una entidad municipal descentralizada (EMD), aunque dependiente administrativamente de Torroella de Montgrí. Se formó en 2015 y substituyó al Consejo Municipal. Esta era una demanda histórica de la población. En realidad, existen partidarios de la independencia administrativa total entre el municipio y Estartit, institucionalmente representados en el partido político L'Estartit Som Tots (l'EST).

## Símbolos
El blasón de Torroella de Montgrí es un escudo losanjado, de oro, con cuatro palos de gules; resaltando en el centro una torre de argén cerrada de sable. El escudo está coronado por una corona mural de barón. La torre es una señal parlante tradicional referente al nombre de la población, y al mismo tiempo simboliza el castillo de la localidad. Los cuatro palos de Aragón indican que la villa perteneció a la Corona hasta el 1272 y se convirtió en el centro de la baronía de Torroella, simbolizada por la corona de barón en la parte superior del escudo.
Fue aprobado el 2 de abril de 1993.
La bandera de Torroella de Montgrí es apaisada. Tiene proporciones dos de alto por tres de largo, amarilla, con cuatro palos rojos, con la torre blanca cerrada de negro del escudo al centro del trapo, la altura de la cual del 86% de la del trapo y el ancho del 26% de la longitud del mismo.
La bandera fue publicada en el DOGC el 27 de enero de 1995.

## Historia

### Prehistoria
Los primeros restos de poblamiento en el municipio datan del Paleolítico Inferior. Se han encontrado restos de actividad de poblamiento paleolítico en los yacimientos Cau del Duc y Cau del Duc d'Ullà, ambos en la carena sur del macizo del Montgrí. En estos yacimientos, no solo destacan instrumentos líticos achelenses (primer modo), siendo el más singular el llamado pico del Montgrí (unifacial), sino que se han encontrado restos óseos de elefante, rinoceronte, caballo o ciervo que constituirian parte de la dieta de estos primeros pobladores. Desafortunadamente, la pendiente del terreno no han permitido la excavación y el estudio exhaustivo de dichos yacimientos, por otro lado, unas de las evidencias más antiguas de poblamiento paleolítico en el norte catalán.
Durante el Neolítico hasta la Edad de los Metales, el uso de las cuevas pasaría de ser habitacional a funerario. En este período, cabe destacar los yacimientos del Cau d'en Calvet, con 43 inhumaciones, Cau de l'Olivar d'en Margall, el Cau dels ossos o el Tossal Gros. En estos lugares, se han identificado importantes ajuares, destacando una de las primeras evidencias de orbebrería áurea en la península ibérica.
Apenas se han encontrado restos en la llanura del Bajo Ter, pues estas serían poco atrayentes para sus primeros pobladores, al tratarse de una zona de humedales. Sin embargo, existen algunos asentamientos neolíticos con continuidad íbera hasta la invasión romana, en algunas pequeñas elevaciones del terreno, como Puig Mascaró o la Fonollera, cerca de la actual desembocadura del Ter.

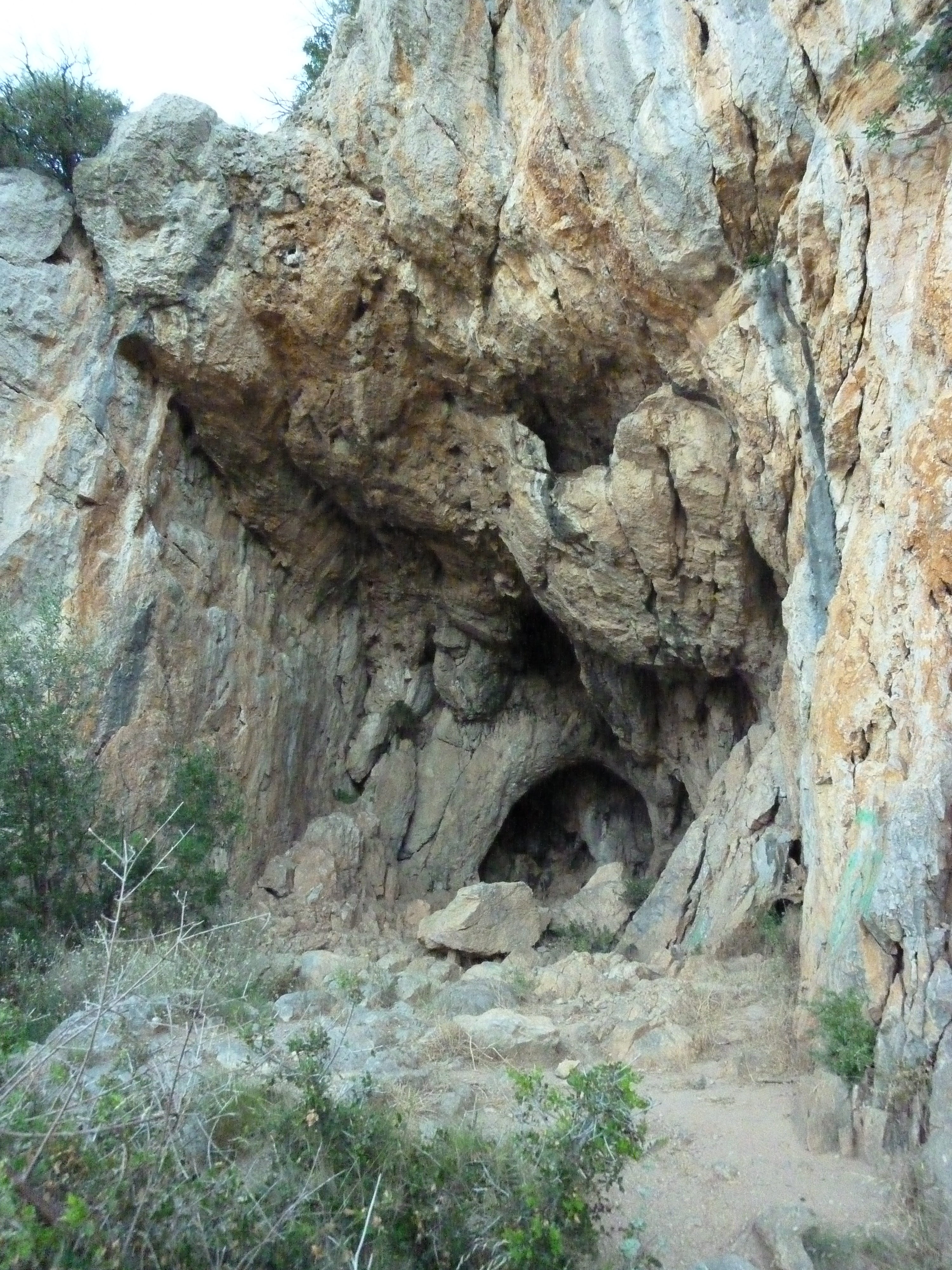
Cau del Duc, yacimiento paleolítico

### Historia antigua
La evidencia más importante de la época romana es el camp de la Gruta, donde se han encontrado los restos de una villa romana con casi 1000 años de ocupación (del siglo II a. C. hasta el siglo VIII d. C.). Estaría situada al pie del Montplà, al este del actual núcleo de Torroella de Montgrí y muy cerca de la línea de costa (el nivel del mar era más alto que el actual). También se han encontrado restos romanos en diferentes ubicaciones del macizo del Montgrí, como en los parajes de Santa María del Palau o Santa María del Mar. Cabe mencionar que el territorio sería cruzado por el camino de Ampúrias, que conectaría el importante poblamiento ibero de Ullastret (Bajo Ampurdán) y la ciudad grecorromana de Ampúrias.
También se han documentado enterramientos romanos en las islas Medas.

### Historia medieval
No existen rastros de la presencia sarracena en el municipio. Esto es debido al poco tiempo que pudieron controlar el norte catalán (714-785). Tras su marcha, el actual territorio del municipio entraría a formar parte del condado de Ampúrias y, por ende, de la marca hispánica. Es en este contexto que aparece por primera vez el nombre de Torroella (888), por la disputa de una finca que se encontaría en el actual casco antiguo del pueblo. No es hasta el 1085 que Torroella será citada como castro, o sea, núcleo habitado donde hay un castillo (actual Palau Lo Mirador). De este modo, como la mayoría de pueblos del Ampurdán, Torroella de Montgrí tiene un origen medieval. Este castro inicial estará regentado por los señores feudales de Torroella, que ofrecen vasallaje al conde de Ampúrias, aunque pronto (1202) dejaran de reconocerlo y el sitio se incorporará al Reino de Aragón. Con el rey de Aragón (Jaime I), Bernat de Santa Eugenia y su hermano Guillermo de Montgrí, señores de Torroella, participaran en la conquista de Mallorca, Ibiza y Formantera.
Mientras, la villa ha crecido y ha construido una muralla exterior, que incluye el castro y el arrabal. Sin embargo, en 1269, la familia Torroella renunciará a la plaza, que pasará a manos de Dalmau Rocabertí, que a su vez, la dará a Pedro III de Aragón. Este la convertirá en villa real (1272) y la cederá en custodia a Guillem de Alió (1277). En este momento, se producirá el momento de mayor esplendor histórico de la villa. El núcleo de población crecerá hacia el sur con un trazado urbano de calles rectas y largas, que constituye el actual casco antigo del pueblo. Se construirán unas nuevas murallas y se iniciará la construcción de la iglesia gótica de Sant Genís. La villa también se dotará de universidad, que instalará una suerte de régimen municipal, y un puente medieval (1280), tristamente desaparecido como consecuencia de una subida del nivel del Ter (1623). Todo ello, viene acompañado de una serie de privilegios reales, como el permiso de celebrar ferias agrícolas (Feria de Sant Andreu, que aún se celebra), la anulación de abusos feudales y el hospedaje habitual de la casa real.

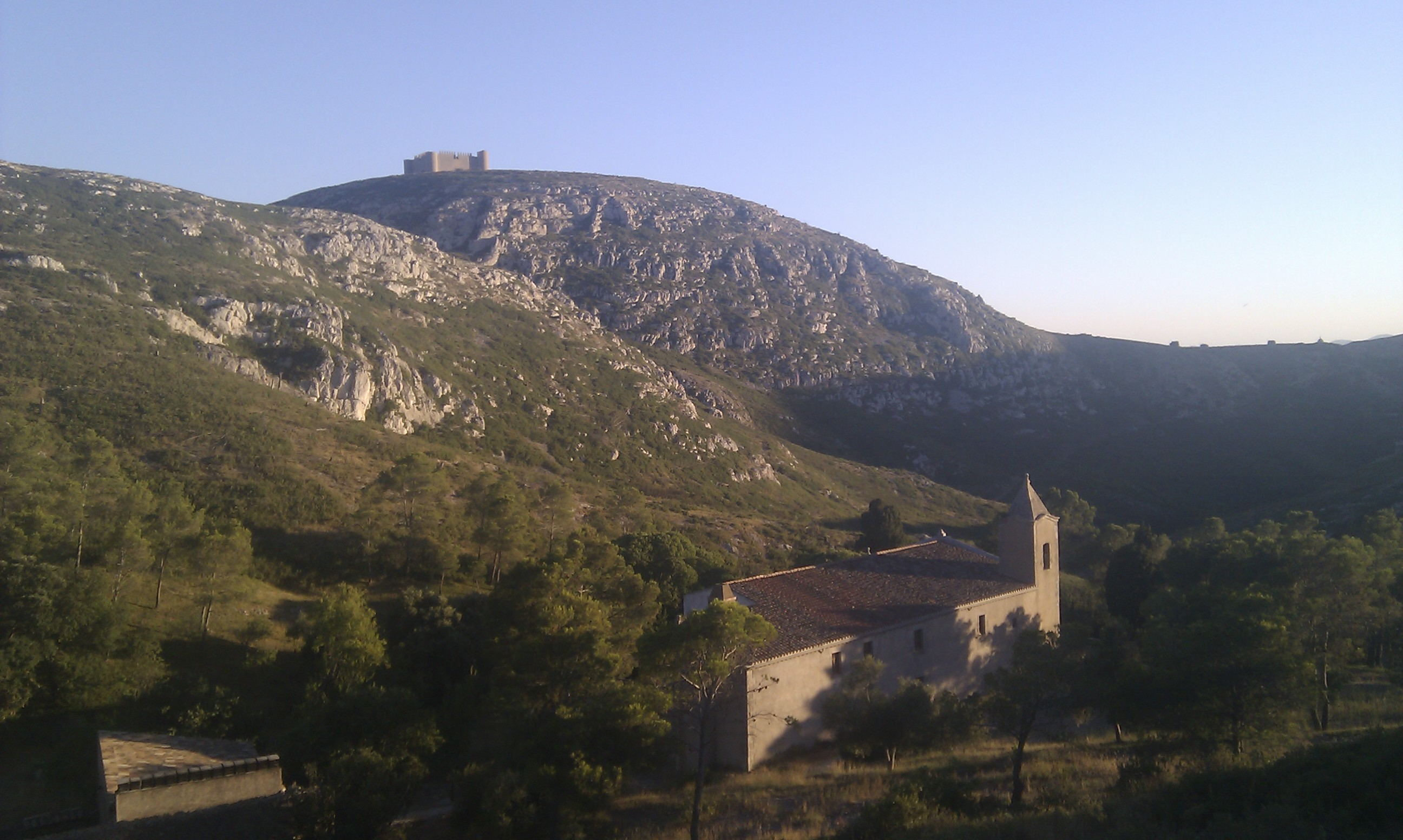
Ermita de Santa Catalina, en primer plano, con el Castillo del Montgrí al fondo.

En las postremerías del siglo xiii se construyen dos monumentos icónicos del municipio. Uno de ellos es el castillo del Montgrí, en lo alto del Montgrí (303 m), por oden del Jaime II (1294). Se trata de una estrategia intimidatoria al vecino condado de Ampurias. Sin embargo, la decadencia de dicho condado provoca que su construcción se paralice en 1301. También es icónica, la ermita de Santa Caterina (1390), fundada por tres monjes benedictinos que abandonaron el monasterio de Montserrat por discrepancias con su jefatura, debido al cisma de Occidente. Encontraron amparo en la Universidad de Torroella, más próxima al papado de Aviñón. Después de la muerte de los monjes, la Universidad asumió su gestión designado unos encargados o pabordas, figura que hoy en día aún se mantiene. La ermita se hizo tan popular que Carlos V permitió pedir almoina por el templo. Además, aún hay testimonio de unas capillitas y una cruz, camino a la ermita, que indicaría algún tipo de procesión. Cabe mencionar que en esta ermita se inspiró Caterina Albert (cuyo seudónimo era Víctor Català) para localizar Solitud (1909), una de las novelas modernistas más importantes de la literatura catalana. 
Cabe mencionar que Torroella no sería el único polo de población del actual municipio durante la Edad Media. Aunque nunca se ha localizado con exactitud, hay constancia que cerca del paraje de Santa María del Palau, al norte del municipio, habría un núcleo habitado llamado l'Argall, que tuvo que desaparecer durante el siglo xiv.

### Historia moderna
A partir del siglo xv, Torroella de Montgrí entra en una etapa de decadencia que se alargará hasta el siglo xvi. Las incursiones piratas, fundamentalmente, de origen morisco asolaran el territorio, lo que provocará la proliferación de masías fortificadas (o 'masos fortificats') y torres de vigilancia, para su defensa. Muchas de estas edificaciones aún se pueden contemplar hoy repartidas por el macizo y el llano. En 1413, también se inició la fortificación de las islas Medas, con la construcción de un monasterio de la Orden del Santo Sepulcro de Jerusalén, pues estas islas eran (y serán en los sucesivos años) sitio de batallas contra piratas. Esta construcción ha desaparecido totalmente y se sospecha si fue debido a un desplazamiento de tierras. 

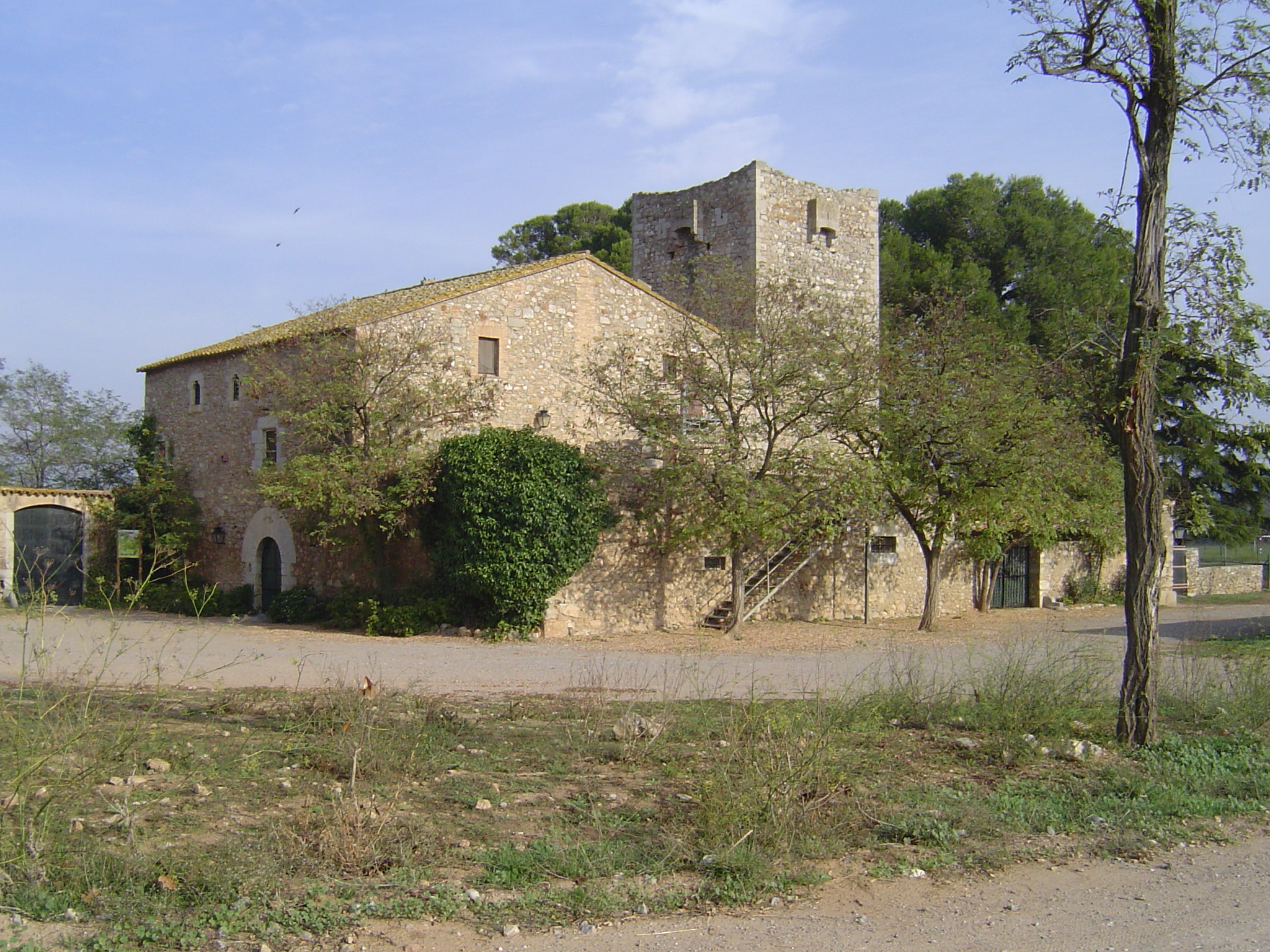
Torre Ferrana (Sobrestany, Torroella de Montgrí) es un ejemplo de una masía fortificada

En el siglo xvii vuelve el esplendor a la población y el dinamismo económico. En realidad, la mayoría de casas nobles que se pueden contemplar hoy en el casco antiguo fueron construidas en este siglo. Son ejemplo, la Casa de la Vila (actual Ayuntamiento), el Hospital dels Pobres, Casa Pastors o el Palacio Solterrra, entre otras edificaciones. Este nuevo impulso en el municipio vino acompañado con la aparición de L'Estartit (siglo xvii), una pequeña agrupación de casas dedicadas a la pesca y a la agricultura. También se formaron Sobrestany (siglo xvii) y la Bolleria (siglo xviii), dos agrupaciones de masías que nacería como consecuencia de la desecación del estanque de Bellcaire, al norte, y la autorización del cultivo de arroz y otros cereales en el territorio. En realidad, a partir del siglo xvii, la universidad de Torroella fue dando concesiones para la explotación agrícola y ramadera de todo el macizo del Montgrí, lo que lo pobló de viñedos y olivares. El uso agrícola del macizo generó la proliferación de construcciones de piedra seca, como los "eixarts" o "aixarts" (muros que separaban cultivos) o barracas de pastores. Muchas de estas construcciones aún se conservan y forman parte de un documento etnológico y patrimonial único.

### Historia contemporánea
Durante el siglo xix, la epidemia de la filoxera y la competencia italiana obligan a abandonar el cultivo de vino y aceite, respectivamente. Se fija la duna continental (1896) que cruza el macizo del Montgrí de norte a sur y que amenazaba con llegar a los cultivos del Bajo Ter. Se fija con pinos y barrón y es, actualmente, un bosque que alberga una gran cantidad de avifauna, entre otros.
El ritmo característico del siglo xx también se hace notar en el municipio, donde destacan actores políticos como la familia Robert-Carles (que albegraban los títulos nobiliarios y una gran cantidad de terrenos y posesiones en la villa) o la familia Quintana. Ambas familias representaban, con alguno de sus miembros, una parte de la polarización política del municipio a principio de siglo. Robert de Robert era conde y político conservador, pero también el mayor propietario del pueblo, y por otro lado, Albert Quintana y Combis, político republicano, procedente de una familia dedicada a la agricultura y las artes liberales. Ambas eran familias ricas, cuyos políticos tuvieron representación en Cortes. Sin embargo, el tanto se lo llevó Robert de Robert, que consiguió la construcción de un nuevo puente (1896), ausente desde la desaparición del medieval (1623). Esto facilitó la comunicación con el Ampurdán al sur del río Ter y dio un nuevo impulso económico a Torroella de Montgrí. También cabe destacar la figura de Pere Coll, hijo de masover (particular de origen humilde al que el propietario arrendaba una masía, a cambio de los beneficios), que hizo fortuna en Cuba. Este personaje no solo es importante porque representa al nutrido grupo de indianos (en el casco antiguo, es ejemplo de edificio indiano la casa Galibern), sino que reintrodujo el cultivo de arroz, desaparecido el siglo anterior.

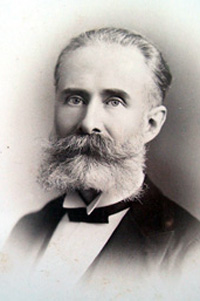
Albert de Quintana i Combis

Con el advenimiento de la II República Española, el municipio consigue diferentes mejoras. Se reforma el hospital y el cementerio. También cabe destacar la figura de Pere Blasi, maestro y pedagogo que impulsó, entre otros, la creación del primer museo, con los primeros restos prehistóricos encontrados en el municipio. Con la llegada de la guerra civil española, se organizó un comité antifascista, que se asentó en el colectivizado Palau Lo Mirador. En sus inicios fue dirigido por el lugareño Miquel Canals "Pahí", que fue substituido por el foráneo Miquel Fontàs, 'el tuerto', ambos asociados a la CNT. A iniciativa del comité se formó una fábrica de granadas de mortero y se colectivizaron los oficios, algo que jamás se llevó a la práctica. Algunos de los efectos más visibles de la guerra fue la desaparición de la iglesia de los Dolores (del siglo xviii), como consecuencia de un bombardeo franquista, o la destrucción del puente, como consecuencia de la retirada republicana. De hecho, Enrique Líster, que pasó unos días en el municipio, fue quien ordenó volar el puente con dinamita, junto al puente de Verges (Bajo Ampurdán), para frenar la avanzada franquista. Con la instauración del régimen franquista se mandó levantar un nuevo puente, construido por presos republicanos, que tomó el nombre de "Puente del General Orgaz", en distinción a uno de los jerarcas del nuevo orden. Esta distinción fue retirada en el 2016 por el consistorio local. En su lugar, existe una placa conmemorativa a los presos republicanos que participaron en la construcción del puente.

## Demografía
Torroella de Montgrí cuenta con una población de 12 521 habitantes (INE 2024).
| Gráfica de evolución demográfica de Torroella de Montgrí entre 1842 y 2021                                          |
| |
| Población de derecho según los censos de población del INE Población de hecho según los censos de población del INE |

| Nacionalidad | Hombres | Mujeres | Total | %      | Proporción |
| ------------ | ------- | ------- | ----- | ------ | ---------- |
| Española     | 4359    | 4364    | 8723  | 72.3 % |            |
| Extranjera   | 1784    | 1554    | 3338  | 27.6 % |            |

## Administración y política
El consistorio local está actualmente gobernado por una coalición entre ERC, UPM y l'EST (2016), después de realizar una moción de censura a la junta de gobierno de CIU (Jordi Cordón). El pleno municipal está formado por 17 regidores y se celebra de manera menusal en el Museu de la Mediterránea (Can Quintana).
| Partido Político                         | Votos (2015) | Concejales (2015) |
| ---------------------------------------- | ------------ | ----------------- |
| Convergència i Unió (CIU)                | 838          | 4                 |
| Esquerra Republicana de Catalunya (ERC)  | 817          | 4                 |
| Unitat i Progrés Municipal (UPM)         | 790          | 3                 |
| Candidatura d'Unitat Popular (CUP)       | 489          | 2                 |
| L'Estartit Som Tots (L'EST)              | 419          | 2                 |
| Coordinadora l'Estartit-Torroella (COET) | 411          | 2                 |

| Periodo   | Nombre                | Partido |
| --------- | --------------------- | ------- |
| 1979-1983 | Albert Bou Vilanova   | PAD     |
| 1983-1987 | Albert Bou Vilanova   | PAD     |
| 1987-1991 | Albert Bou Vilanova   | PAD     |
| 1991-1995 | Josep Ferrer Cama     | UPM     |
| 1995-1999 | Josep Ferrer Cama     | UPM     |
| 1999-2003 | Josep Ferrer Cama     | UPM     |
| 2003-2007 | Carles Negre Clos     | CiU     |
| 2007-2011 | Joan Margall Sastre   | UPM     |
| 2011-2015 | Jordi Cordon Pulido   | CiU     |
| 2015-2019 | Jordi Cordon Pulido   | CiU     |
| 2019-2023 | Jordi Colomí Massanas | UPM     |
| 2023-act. | Jordi Colomí Massanas | UPM     |

## Cultura

### Fiestas
- Celebra mercado semanal los lunes.
- La fiesta mayor y patronal de Sant Genís tiene lugar el 25 de agosto.
- La Feria de Sant Andreu se celebra el último fin de semana de noviembre, y es una de las ferias más antiguas de Cataluña, con más de 600 años de historia.

## Patrimonio

### Patrimonio natural
- Macizo del Montgrí, integrado en el parque natural del Montgrí, las Islas Medas y el Bajo Ter. Ocupa el norte del municipio y constituye un paraje representativo de la montaña litoral de la costa catalana. Contiene multitud de accidentes kársticos, como cuevas, simas o dolinas. Existen múltiples senderos marcados para ser visitado, principalmente a pie. Acoge diferentes colonias de aves, donde cabe destacar el búho real, entre otras aves rapaces.

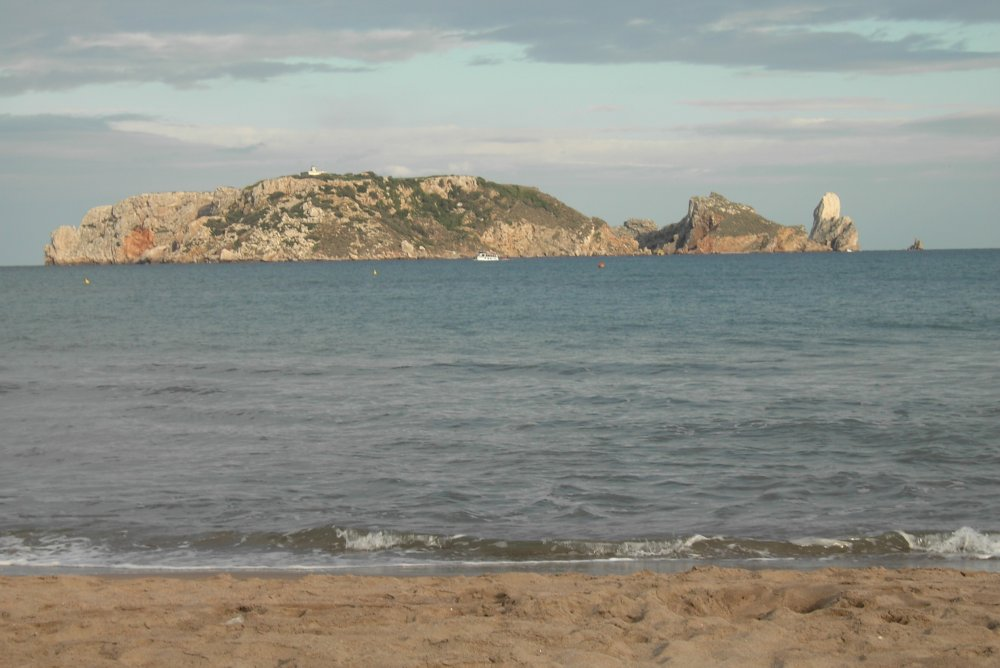
Islas Medas

- Islas MedasIslas Medas, integrado en el parque natural del Montgrí, las Islas Medas y el Bajo Ter. Es una de las reservas marítimas más importantes del Mediterráneo. Acoge diferentes especies acuáticas, donde destaca el mero. En su superficie, cuyo acceso está restringido, existe una importante colonia de aves.
- La vertiente martítima del Macizo del Montgrí tiene una variedad de accidentes geográficos, donde destaca el cabo Castell o la Foradada (un túnel marítimo), importantes acantilados y pequeñas y recónditas calas (entre ellas Cala Montgó, Cala Ferriol o Cala Pedrosa). Su acceso a pie, aunque practicable, es difícil.
- Humedales y dunas costeras en el litoral del municipio, en torno a La Pletera, al sur de L'Estartit. Es el hábitat de la especie endémica fartet. Está integrado en el parque natural del Montgrí, las Islas Medas y el Bajo Ter.[22]

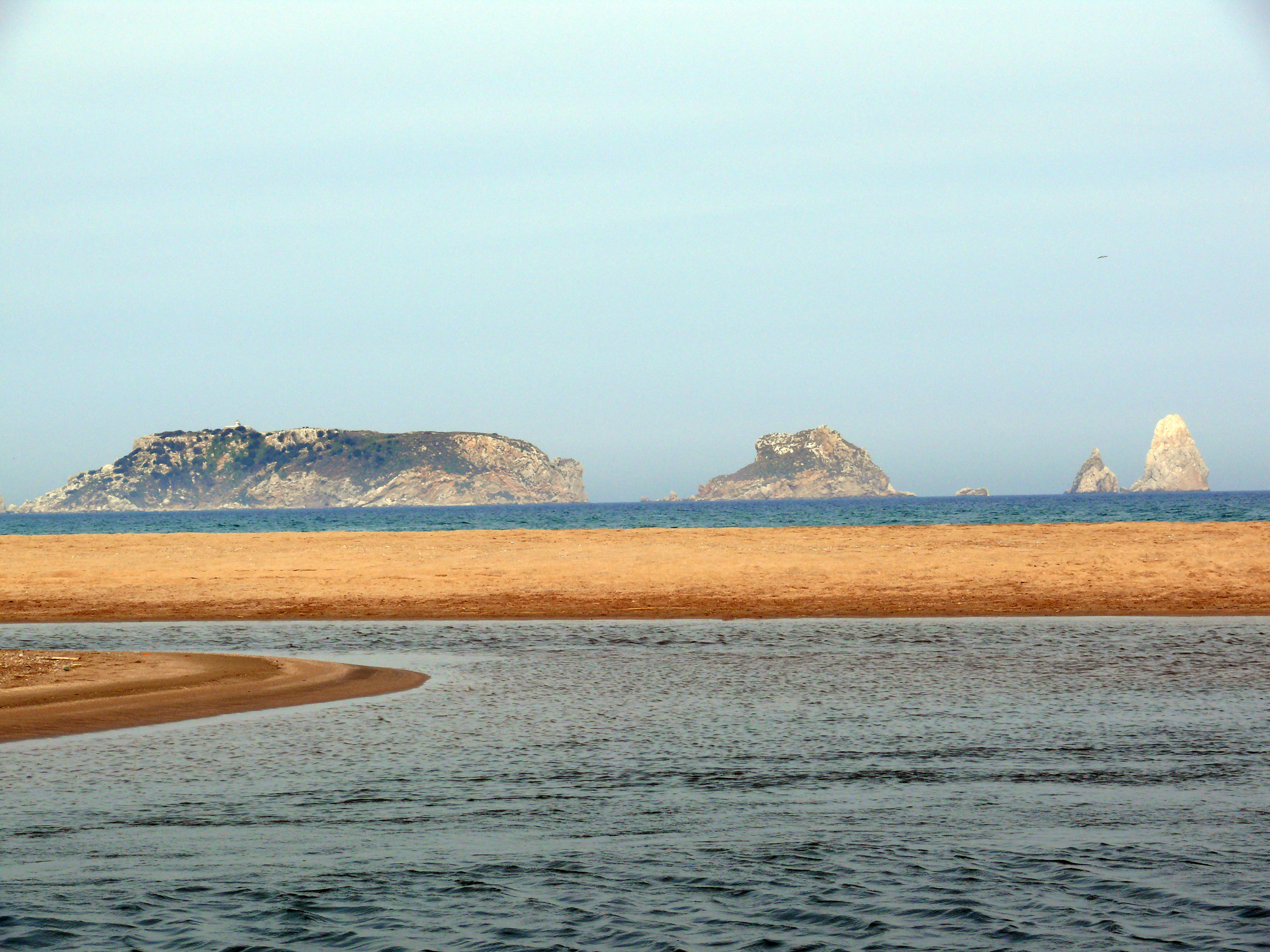
Desembocadura del Ter, con las islas Medas al fondo

- Desembocadura del Ter, con las islas Medas al fondoDesembocadura del río Ter o La Gola, integrado en el parque natural del Montgrí, las Islas Medas y el Bajo Ter, al sur del municipio.
- Duna continental o Les Dunes. Parte de norte a sur del macizo del Montgrí y es actualmente una zona boscosa y hábitat de abundante avifauna, después que la duna se fijara a finales del siglo xixcon pino y barrón.
- Ribera del río Ter y la llanura del Bajo Ter. Recorre de oeste a este el municipio y está protegida por el parque natural del Montgrí, las Islas Medas y el Bajo Ter.
- Platja de L'Estartit.

### Patrimonio cultural
En el Macizo del Montgrí: 

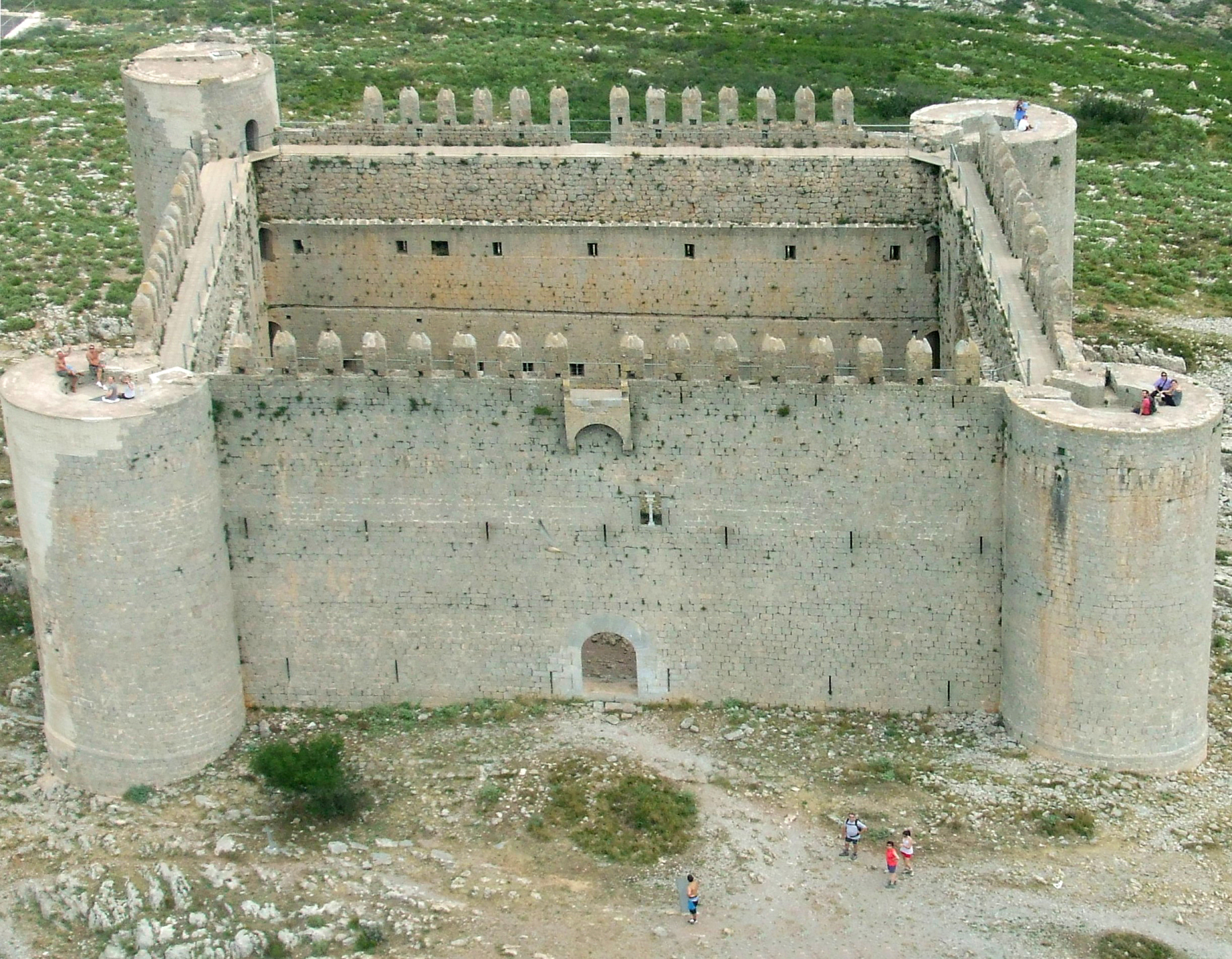
Imagen área del Castillo del Montgrí

- Imagen área del Castillo del Montgrí Castillo del Montgrí. Edificio medieval de carácter defensivo. erigido a lo alto del Montgrí (303 m). Su construcción se inició el año 1294, como estrategia de intimidación del condado de Barcelona frente al condado vecino, pero nunca se terminó. Su acceso es a pie y no es complicado. Está bien señalizado.
- Cau del Duc: cueva natural de origen kárstico y yacimiento paleolítico, donde se han encontrado evidencias de ocupación por poblaciones prehistóricas. Existen otras cuevas a lo largo del macizo, pero su acceso es difícil y, en ocasiones, está cerrado.
- Construcciones de piedra seca. Destacan los 'eixarts' (los muros que separan cultivos) barracas de pastores y los hornos de cal. Su testimonio, desperdigado por el macizo, es un testimonio etnológico y cultural excepcional.
- Santa María del Palau. Ermita al noroeste del municipio, más cercano a los núcleos poblados de L'Escala o Bellcaire. Aunque actualmente está en ruinas, tuvo su esplendor en la Edad Media. También se han encontrado restos romanos y se cree que l'Argall, un polo de población desaparecido el siglo xiv, estaría muy vinculado al lugar.

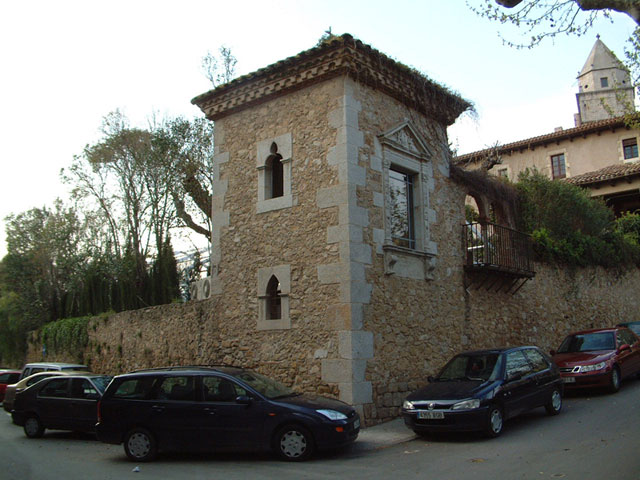
Palau Lo Mirador

- Palau Lo MiradorErmita de Santa Caterina. Templo fundado por tres monjes benedictinos (1390), que ha sufrido diferentes reformas. Localizada en el valle de Santa Caterina, tras las laderas norte de la Muntanya d'Ullà, Montgrí y Montplà, es uno de los emplazamientos más icónicos del municipio. Caterina Albert se inspiró en ella para recerar su novela Solitud. Su acceso es fácil a pie y en bici. El acceso en coche está limitado.
- Les Capelles y L'Empedrat. Asociado a la ermita de Santa Caterina. En el camino que conecta el pueblo de Torroella con la ermita, se construyeron en el siglo xvii diferentes capillitas, que podrían indicar las estaciones de un rosario. También se hizo un pavimiento a base de piedras, que en algunos tramos aún se conserva.[23] Ambas evidencias se encuentran en la ladera montañosa pegada al pueblo.
- Ermita de Santa María de Càrcer (o dels Masos). A la ladera sur del Macizo del Montgrí, cercana a L'Estartit. Su acceso está limitado.

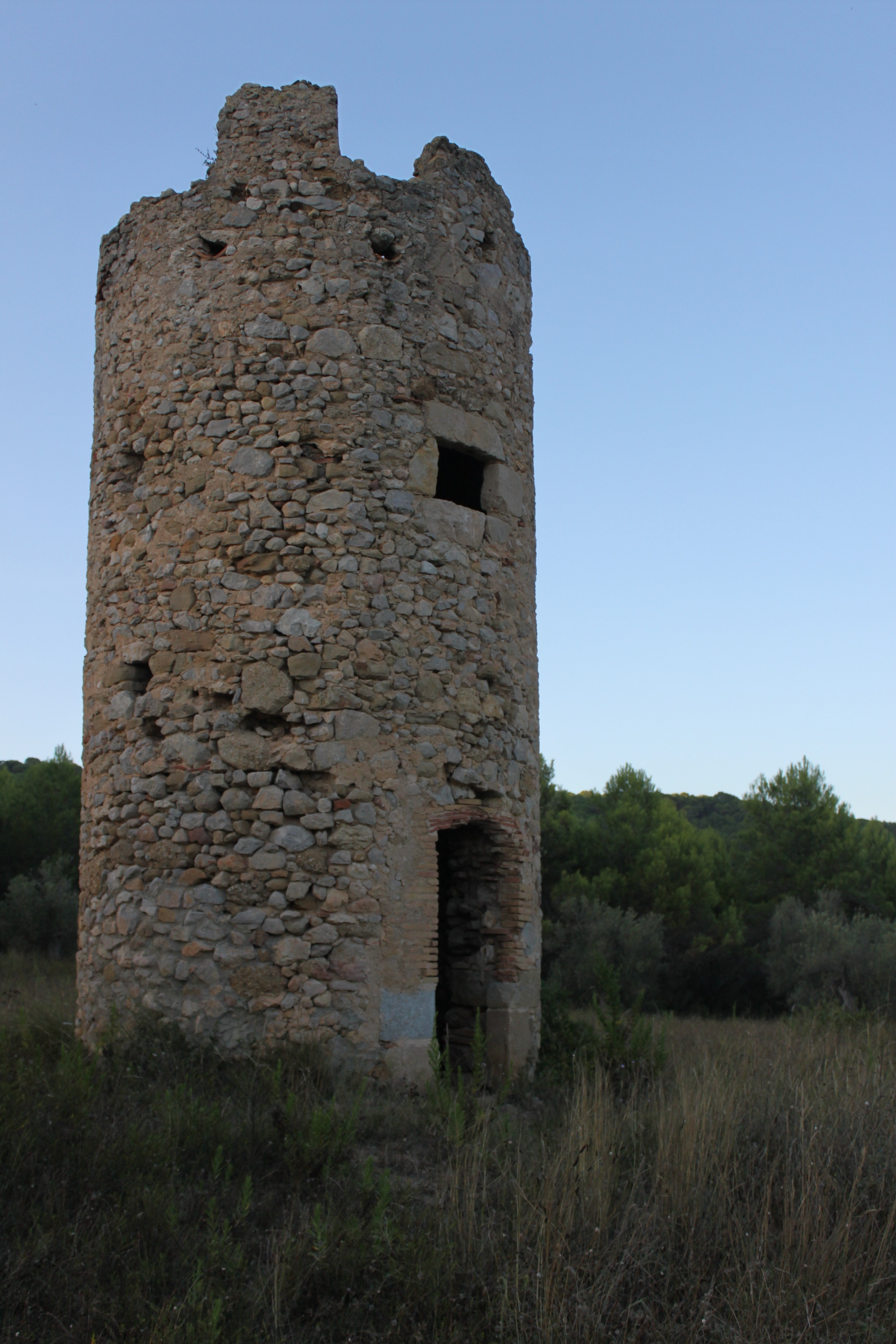
Torre dels Moscats

- Torre dels MoscatsTorre Moratxa y Torre dels Muscats. Torres de vigilancia construidas en el siglo xvi-xvii como elemento defensivo contra las incursiones piratas.
- Base LORAN. Antigua base militar, que gestionaba los EE. UU., en la vertiene martítima del macizo del Montgrí. También existen las ruinas de otra antigua base militar más al norte sobre los acantilados.

En el pueblo de Torroella: 
- Palau Lo Mirador. Antiguo palacio o castillo en el interior de la villa. Se vincula con los señores feudales de Torroella y sus distintos herederos. Ha sufrido sucesivas reformas y mejores y, actualmente, es un hotel. En él se hospedaron diferentes monarcas de la Corona de Aragón.
- Iglesia de Sant Genís. Templo gótico consagrado en 1609, aunque su construcción se inició en el siglo xiv.
- Plaça de la Vila. Epicentro del casco antiguo, que tiene un trazado medieval de calles largas y rectas. En ella se encuentra la Casa de la Vila, actual sede del Ayuntamiento, y la capillita de San Antonio, antigua sede de la Universidad de Torroella, que acoge exposiciones locales.
- Convento de los Agustinos. Fundado en 1396, donde destaca el claustro. Actualmente, se usa con fines educativos y teatrales.
- Palacio Solterra. Actualmente museo y sede de fotografía contemporánea de la Fundación Vila Casas.
- Casa Galibern. Edificio de estilo indiano, actualmente museo pictórico de la Fundación Mascort.[24]
- Casa Pastors.

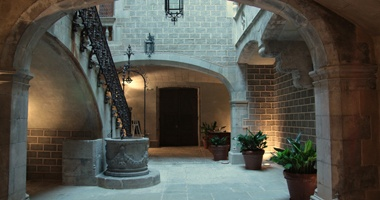
Interior del Palau Solterra

- Interior del Palau SolterraMuseu de la Mediterrània. Ubicado en la finca de Can Quintana, una antigua casa señorial de origen moderno (del siglo XVI-XVII). El museo viene a substituir y modernizar el Museu del Montgrí, que estaba ubicado en Casa Pastors. Se define como un museo para la descubierta del Mediterráneo, a partir del territorio cercano al municipio,[25] y ofrece una panorámica sobre la historia y el patrimonio natural, cultural y etnológico del municipio. También es un equipamiento municipal y en su parcela también se halla la Biblioteca Municipal.
- Iglesia de la Divina Providencia (siglo xix). Anexo a un antiguo convento de monjas clarisas.
- Murallas. Antiguamente la villa estaba rodeada por murallas. Existían 6 portales o entradas. Actualmente solo se conserva el Portal de Santa Caterina, en el norte del casco antigua, justo detrás de la Iglesia de Sant Genís. Bordeando la carretera, tanto en dirección este y oeste aún se puede contemplar pedazos de la muralla. Al oeste del portal, también se conserva una torre de la muralla, que recibe el nombre de Torre de les Brúixes (torre de las brujas), debido a una leyenda local.

En el Bajo Ter: 
- Masos fortificats. Masías con elementos y torres defensivas, como consecuencia de las incursiones piratas. Son ejemplo, la Torre Begura o Torre Martina. Aunque no sólo se encuentran en esta zona. Torre Ferrana o Torre Gran, entre otros ejemplos, se encuentran en diferentes puntos del Macizo del Montgrí.
- La Fonollera. Antiguo asentamiento íbero, cercano a la actual desembocadura del Ter y al norte de Mas Pinell.

En l'Estartit: 
- Núcleo urbano. Aunque aparició como un conjunto de barracas durante el siglo xvii, a los pies del Rocamaura y Torre Moratxa, tuvo un crecimiento espectacular a partir de los años sesenta del siglo xx, gracias al turismo. Destaca la calle de Santa Ana y la iglesia de Santa Ana (siglo xx).
- Reloj de Sol de la calle Santa Ana.

## Personas destacadas
- Narcís Juli (1657-1705).
- Guillermo de Montgrí (ca. 1200-1273), caballero.
- Albert de Quintana de León (1890-1932).
- Pere Torroella (m. 1475), poeta (no es seguro que naciera en Torroella de Montgrí).
- Pelegrín Casabó y Pagés (1831-¿?), traductor y publicista antisemita.
- José Ferrer Esteve de Fujadas (1835-1916) guitarrista y compositor.
- Juan Batlle Planas (1911-1966), pintor surrealista.
- Esther Sullastres (1993-), futbolista.
- José María Rosell Recasens, empresario fundador de Grupo Hoteles Playa.[26]